# Термины гидроакустики
Гидроаку́стика — раздел акустики, изучающий излучение, приём и распространение звуковых волн в реальной водной среде. Ниже приведен глоссарий терминов гидроакустики.

### Наиболее распространенные термины

#### А
| Термин                           | Альтернативное название               | Описание |
| -------------------------------- | ------------------------------------- | --- |
| активный сонар                   | active sonar                          | устройство, выполняющее дистанционные измерения в морской среде путем излучения звуковых волн и обработки эхосигналов от объектов |
| акустическая волна               | acoustic wave                         | волна в идеальной безграничной среде которая распространяется без изменения формы, т.к. возмущения настолько малы, что вызываемые ими деформации линейно связаны с упругими силами |
| акустически более жесткая среда  |                                       | среда с большей величиной ρс называют акустически более жесткой |
| акустически более мягкая среда   |                                       | среда с меньшей величиной ρс называют акустически более мягкой |
| акустически прозрачная граница   | см. также полное внутреннее отражение | при ρ2с2 = ρ1c1 коэффициент отражения по давлению (и по колебательной скорости) υ = 0, т. е. на границе раздела отражения не происходит; такую границу называют акустически прозрачной |
| акустическое (звуковое) давление |                                       | Приращение начального давления, обусловленное акустической волной |
| акустическое поле                |                                       | область пространства, в пределах которой распространяется акустическая волна |
| акустическое сжатие (уплотнение) |                                       | относительное приращение плотности покоящейся среды, вызванное возмущением |
| акустическое сопротивление среды | см. также импеданс                    | произведение плотности к скорости распространения волны. Чем больше волновое сопротивление среды, тем больше акустическое давление при заданной скорости колебаний частиц |
| акустическая энергия             | acoustic energy                       | энергия, переносимая звуковой волной |
| акустически освещать             | ensonify, insonify, illuminate        | облучать (заливать) цель или область на морском дне излучаемым звуком |
| аппаратура контроля целостности  | Integrity monitor                     | аппаратура, состоящая из СНА вИББ и радиопередатчика, установленная на точке с известными координатами и используемая для слежения (мониторинга) за качеством дифференциального сигнала СИББ. Величина расхождения текущей и известной позиции постоянно контролируется и превышение немедленно передается пользователю тревожным сообщением о невозможности использования системы |
| амплитуда                        | amplitude                             | измеренная величина колебания волны |
| аналоговый сигнал                | analog signal                         | измерение величины, непрерывное во времени без дискретизации данных |
| антенная решетка гидрофонов      | Массив гидрофонов (hydrophone array)  | группа гидрофонов, которые совместно обрабатывают приходящие сигналы, обычно с целью формирования и управления лучами |

#### Б
| Термин                 | Альтернативное название          | Описание |
| ---------------------- | -------------------------------- | --- |
| батиметрическая модель | Bathymetric Model                | цифровое представление топографии (батиметрии) морского дна глубинами и их координатами. |
| Бегущая волна          | traveling wave, propagating wave | процесс распространения возмущения в среде при котором фиксированное значение потенциала скоростей (или любой величины, характеризующей возмущение) перемещается в сторону возрастающих значений х с постоянной скоростью с независимо от конкретного вида функции |
| ближнее поле           | near field                       | область вблизи центра волны, называют неволновой зоной, так как в ней гидродинамические эффекты перетекания жидкости преобладают над волновыми |
| боковой лепесток ДН    | side lobe                        | второстепенные лепестки ДН по краям основного, в которых чувствительность изменяется в широком диапазоне углов по сравнению с направлением оси основного лепестка; боковых лепестков может быть много                                                              |

#### В
| Термин                        | Альтернативное название                    | Описание |
| ----------------------------- | ------------------------------------------ | --- |
| величина «шейдинга»           | shading value                              | величина, добавляемая к сигналу от заданного элемента преобразователя в схеме «шединга» для подавления боковых лепестков                                                                    |
| вертикальное перемещение      | heave                                      | мера вертикальных движений судна под воздействием морского волнения |
| волновая зона                 |                                            | см. дальнее поле |
| волновое сопротивлением среды |                                            | см. акустическое сопротивлением среды |
| волновому уравнение           | wave equation                              | Уравнение гидроакустики которое определяет функции вектора смещения, ускорения частиц, давления и плотности в любой момент времени в любой точке акустического поля                         |
| ворота «старт-стоп»           | start and stop gates                       | задаваемые оператором величины, которые ограничивают возможный диапазон времен, на которые программе первичной обработки сонара следует обратить внимание. Могут быть свои для каждого луча |
| впадина                       | trough                                     | район (полоса) с низким давлением в волновом поле, создаваемый звуковой волной; минимальные значения амплитуд                                                                               |
| временная задержка            | time delay                                 | интервал времени, необходимый волне, чтобы пройти между двумя пунктами |
| временной сдвиг               | фазовый сдвиг (time shift или phase shift) | преобразование сигнала во времени, чтобы получить временное запаздывание |
| временной срез                | time slice                                 | дискретный временной интервал, содержащий всю информацию, принятую всеми гидрофонами антенной решетки в виде последовательного цифрового набора данных.                                     |

#### Г
| Термин                               | Альтернативное название | Описание |
| ------------------------------------ | ----------------------- | --- |
| гарантирование качества              | quality assurance, QA   | все планируемые и систематические действия, необходимые для обеспечения адекватной уверенности в том, что продукт или услуги будут удовлетворять заданным требованиям качества                                |
| гидролокатор (сонар) бокового обзора | sidescan sonar          | сонар, измеряющий силу эхосигнала от различных участков морского дна и дающий тем самым информацию о формах рельефа и свойствах донного грунта                                                                |
| гидрофон                             | hydrophone              | устройство, которое воспринимает акустические коледания в воде, путем преобразования физических колебаний, которые оно испытывает в результате попадания на него звуковой энергии, в электрическое напряжение |
| грубая ошибка (выброс)               | blunder                 | результат небрежности или ошибки, вызванной воздействием внешних факторов, при выполнении измерений. Ошибка может быть обнаружена путем повторных измерений                                                   |

#### Д
| Термин                      | Альтернативное название  | Описание |
| --------------------------- | ------------------------ | --- |
| дальнее поле                | far field                | поле на определенном удалении от источника в котором на ограниченной поверхности фронта волна будет локально плоской. режим, в котором дистанция до объекта дистанционного зондирования значительно больше, чем размер устройства, выполняющего дистанционное зондирование, что позволяет упростить математические расчеты путем аппроксимации. В гидроакустике аппроксимации дальнего поля применимы для океанских глубин, которые значительно больше размеров антенн сонаров |
| деструктивная интерференция | destructive interference | результат процесса наложения двух характеристик направленности не в фазе таким образом, что пики одной волны совпадают с впадинами другой, эффективно погашая друг друга |
| дискриминация шума          | noise discrimination     | процесс, при котором шум игнорируется, и полезный сигнал извлекается из шума, содержащего входной сигнал сонара |
| Дисперсия звука             |                          | Зависимость фазовой скорости гармонических звуковых волн от частоты (длины волны) |
| дифферент                   | Pitch                    | угол вращения судна вокруг оси, лежащей в плоскости мидель шпангоута |
| длина волны                 | Wavelength               | физическое расстояние между пиками амплитуд в волне |

#### Ж
| Термин        | Альтернативное название | Описание                            |
| ------------- | ----------------------- | ----------------------------------- |
| Жесткая среда |                         | см. акустически более жесткая среда |

#### З
| Термин                                        | Альтернативное название | Описание |
| --------------------------------------------- | ----------------------- | --- |
| Закон сохранения акустической энергии в среде |                         | уменьшение энергии в некотором объеме за единицу времени равно потоку мощности через поверхность, ограничивающую этот объем |
| затухание                                     | Attenuation             | любая потеря энергии волны, распространяющейся в среде                                                                      |

#### И
| Термин                        | Альтернативное название             | Описание |
| ----------------------------- | ----------------------------------- | --- |
| излучатель                    | projector                           | устройство, излучающее в воду звуковые сигналы |
| изотропический источник       | isotropic source                    | источник изотропически расширяющегося сигнала, такого, как одиночный излучатель |
| изотропическое расширение     | isotropic expansion                 | расширение передаваемой энергии такой, как звуковая, таким образом, что она распространяется во всех направлениях |
| интеграл Кирхгофа             |                                     | потенциал в точке наблюдения М находят с помощью интеграла Кирхгофа. Интеграл Кирхгофа называют также формулой Грина, поскольку она является следствием Второй формулы Грина |
| интегральные формулы Гюйгенса |                                     | Непосредственное использование формулы Кирхгофа для расчета поля представляет значительные трудности, поскольку на излучающей поверхности неизвестны и потенциал, и его нормальная производная. Интеграл Кирхгофа, определяющий поле излучающего тела произвольной формы, для плоской поверхности можно привести к формулам, дающим точное решение задачи при задании на поверхности только одной величины. Такие формулы называют интегральными формулами Гюйгенса. |
| интенсивность звука           | sound intensity, acoustic intensity | Средняя по времени акустическая энергия, переносимая волной через единицу площади фронта волны. Векторная величина, и, как и плотность потока звуковой мощности, ее выражают в ваттах на квадратный метр (Вт/м2). |
| интервал посылок              | ping time или ping interval         | количество времени, необходимое для возвращения эхосигналов и их обработки между излучением посылок |
| интервал сбора                | time spacing                        | интервал между дискретными последовательными цифровыми наборами данных |
| интерференция                 | interference                        | явление взаимодействия волновых спектров от двух и более источников, которое приводит к появлению новой волновой картины скачков уплотнения. Может быть конструктивной, деструктивной и их комбинацией |
| импеданс                      | Impedance                           | мера «сопротивляемости» среды волне, проходящей через эту среду. Для звуковой волны импеданс зависит от плотности среды и скорости звука в среде. Удельный акустический импеданс—величина не зависящая от времени и в общем случае является комплексной. Для плоской волны z = ρс, т. е. импеданс вещественен и равен волновому сопротивлению среды. Удельный акустический импеданс среды выражают в Н · с/м3                                                        |

#### К
| Термин                       | Альтернативное название   | Описание |
| ---------------------------- | ------------------------- | --- |
| контроль качества            | quality control, QC       | все процедуры, которые удостоверяют, что продукт отвечает определенным стандартам и техническим требованиям                                                 |
| компрессионная волна         | compressional wave        | волна, которая проходит через среду таким образом, что колебания происходят в направлении прохождения                                                       |
| конструктивная интерференция | constructive interference | результат процесса наложения двух характеристик направленности в фазе таким образом, что их пики и впадины совпадают, создавая новые большие пики и впадины |
| крен                         | roll                      | угол вращения судна вокруг оси, лежащей в его диаметральной плоскости                                                                                       |

#### Л
| Термин                    | Альтернативное название | Описание |
| ------------------------- | ----------------------- | --- |
| линейная антенная решетка | line array              | антенная решетка излучателей или гидрофонов, у которой элементы установлены в линию вдоль оси |
| луч                       | beam                    | термин, используемый для обозначения фокусировки акустической энергии гидрофонной системой или чувствительности принимаемой акустической энергии внутри созданного узкого пространственного угла                                                          |
| лучевой метод             |                         | Метод представления и вычисления распространения акустических волн. Луч представляет собой вектор, направление которого совпадает с нормалью к фронту волны. Метод обладает физической наглядностью, и его широко применяют при решении прикладных задач. |

#### М
| Термин                         | Альтернативное название | Описание |
| ------------------------------ | ----------------------- | --- |
| метаданные                     | Metadata                | информация, описывающая характеристики данных включая неопределенности результатов съемки. Определение по ISO: данные о наборах данных и аспекты их возможного использования. М. являются данными, неявным образом прикрепленными к наборам данных. Примерами метаданных являются: название набора данных, параметры качества, источник данных, неопределенности позиции и глубин и авторство |
| местная скорость звука в воде  | local speed of sound    | скорость, с которой звук распространяется в воде. В воде скорость звука является функцией температуры, солености и давления (глубины), но не зависит от самих характеристик звукового поля |
| многолучевой эхолот            | multibeam sonar         | инструмент, который может за одну посылку получить координаты и глубину более одной точки на дне с разрешением большим, чем однолучевой эхолот |
| модулированные по фронту волны |                         | см. неоднородные волны |

#### Н
| Термин                       | Альтернативное название  | Описание |
| ---------------------------- | ------------------------ | --- |
| навигационная поверхность    | navigation surface       | метод представления цифровой модели рельефа дна в результате обработки данных площадной съемки алгоритмом CUBE ( Combined Uncertainty and Bathymetric Estimator) в виде батиметрической модели и поверхности неопределенности с набором правил их визуализации, направленный на обеспечение безопасности мореплавания                                                                    |
| направление плоскости миделя | athwartship, acrosstrack | направление, параллельное плоскости мидель шпангоута судна (или миделя) и перпендикулярное диаметральной плоскости судна |
| неволновая зона              |                          | см. ближнее поле |
| неоднородные волны           |                          | волны амплитуда которых убывает вдоль волновых фронтов по мере удаления от границы, такие волны также называют модулированными по фронту |
| неопределенность             | uncertainty              | интервал вокруг полученного результата измерения, который будет содержать истинное значение измеренной величины на заданном уровне доверительной вероятности. Уровень доверительной вероятности интервала и принятое статистическое распределение ошибок также должны быть установлены. В контексте Стандарта S-44 (5) термины «неопределенность» и «confidence interval» — эквивалентны |
| нестабилизированный луч      | unstabilized beam        | луч, у которого отсутствует возможность настройки (управления) в соответствии с известными пространственными перемещениями судна (крен, дифферент, курс) |

#### О
| Термин                    | Альтернативное название | Описание                                                                                                |
| ------------------------- | ----------------------- | --- |
| объемная скорость (поток) |                         | поток q через элемент dS—произведение нормальной составляющей колебательной скорости и площади элемента |

#### П
| Термин                                | Альтернативное название                 | Описание |
| ------------------------------------- | --------------------------------------- | --- |
| пассивный сонар                       | passive sonar                           | прослушивающее устройство, которое регистрирует звуки, издаваемые объектами в воде (сейсмические события, корабли, подводные лодки и морские животные, каждый из которых генерирует собственные звуки) |
| период посылок                        | ping cycle                              | непрерывный цикл работы эхолота, используемый для сбора серий глубин во время движения судна |
| плоская волна                         |                                         | продольная волну, в которой характеризующие ее величины зависят от одной декартовой координаты и времени |
| поверхность неопределенности          | Uncertainty Surface                     | модель, как правило, основанная на «гридированных данных», которая описывает неопределенность глубин продукта съемки на смежных районах поверхности Земли. Поверхность неопределенности должна содержать достаточное количество метаданных для однозначного описания природы содержащихся в ней неопределенностей |
| полное внутреннее отражение           |                                         | явление наблюдаемое при наклонном падении волны, когда происходит только отражение (т. е. коэффициент прохождения по давлению (w = 0), а преломленная волна во вторую среду не переходит, наблюдается при с1<с2 и sin α > c1/c2                                                                                   |
| порог обнаружения                     | detection threshold                     | значение предсказанной амплитуды, прибавляемое к величине временного среза с целью уменьшения шума от реального эхосигнала от дна |
| поправка                              | Correction                              | величина, которая прибавляется к результатам измерения или функции с целью уменьшить или минимизировать эффект (систематической) ошибки и улучшить результат измерения или функции. Поправка соответствует рассчитанной (систематической) ошибке по величине, но противоположна по знаку                          |
| потенциал скоростей                   |                                         | скалярная функция, описывающая акустическое поле в идеальной (при нулевом вращательном моменте) жидкой среде |
| потери на расширение                  | spreading loss                          | падение энергии на единицу площади по мере распространения фронта акустического импульса. |
| потери на распространение             | transmission loss                       | комбинация потерь на расширение и поглощение звуковой волны в среде |
| потери поглощения среды               | absorption loss                         | энергетические потери звуковой волны, распространяющейся в среде, возникающие в результате поглощения средой звуковой энергии |
| потеря полуволны                      |                                         | На мягкой поверхности происходит так называемая потеря полуволны, фаза отраженной волны изменяется на 180°. |
| преобразователь                       | Transducer                              | общий термин для устройства, обеспечивающего преобразование энергии из одной формы в другую, включая совместно гидрофон и излучатель |
| присоединенная масса                  |                                         | ρr = ms –- масса среды на единицу площади волновой (сферической) поверхности. Такую массу также называют соколеблющейся. |
| Принцип взаимности акустических полей |                                         | Теорема взаимности акустических полей: мощность, расходуемая источником с производительностью Q1 на преодоление поля (давления), создаваемого источником с производительностью Q2, равна мощности, которую расходует второй источник на преодоление поля (давления), создаваемого первым источником.              |
| принцип Гюйгенса                      | см. также интегральные формулы Гюйгенса | всякое звуковое поле есть суперпозиция волн сферических (монопольных) и двойных (дипольных) источников |
| продольная волна                      |                                         | Волна, распространяющаяся в направлении смещения частиц. Возникает в идеальных (не вязких) жидкой и газообразной средах при деформации всестороннего сжатия вследствие только нормальных напряжений (давления) |
| производительность источника          |                                         | амплитуда объемной скорости Qm источника через бесконечно малую сферу (или бесконечно малый сегмент с телесным углом Ω), окружающую его. Выражают в м3/с. |
| промер или батиметрические измерения  | echo sounding, Bathymetry measurement   | метод дистанционного определения глубин дна |
| профиль скорости звука                | sound velocity profile                  | описание поля скорости звука в виде функции глубины в заданном месте; вертикальный профиль скорости звука в воде (ВРСЗ) |

#### Р
| Термин   | Альтернативное название | Описание |
| -------- | ----------------------- | --- |
| рыскание | yaw                     | угол вращения судна вокруг вертикальной оси. Примечание: применительно к МЛЭ — это угловая поправка азимута ДП судна |

#### С
| Термин                                               | Альтернативное название            | Описание |
| ---------------------------------------------------- | ---------------------------------- | --- |
| «свей»                                               | sway                               | поступательное движение в направлении, перпендикулярном диаметральной плоскости судна |
| сила цели                                            | target strength                    | термин для характеристики силы обратного рассеивания, когда речь идет о дискретных объектах, таких как мина или подводная лодка |
| среднеквадратичное радиальное отклонение (СРО) места | dRMS—distance Root Mean Square     | величина, рассчитываемая как корень квадратный из суммы дисперсий широты и долготы. В зависимости от характера статистического распределения погрешностей, уровень доверительной вероятности нахождения истинного места внутри круга с радиусом СРО колеблется от 63 до 68% |
| соколеблющаяся масса                                 |                                    | см. присоединенная масса |
| сонар                                                | sonar                              | устройство, используемое для дистанционного определения нахождения объектов в воде путем измерения расстояний с помощью звуковых волн |
| соотношение сигнал шум                               | signal-to-noise ratio              | отношение силы принятого сигнала к уровню сигнала помех, являющееся мерой «различимости» или «детектируемости» сигнала (возможности измерения полезного сигнала) |
| стабилизация лучей                                   | motion или beam stabilization      | процесс, при котором пространственные перемещения судна исключаются из данных, измеряемых эхолотом, для получения результатов в системе координат, связанной с центром Земли |
| суммарная вертикальная неопределенность              | Total vertical uncertainty, TVU    | компонент суммарной перенесенной неопределенности рассчитанный в вертикальной плоскости, имеющей размерность 1D и уровень доверительной вероятности 95 % |
| суммарная горизонтальная неопределенность            | Total horizontal uncertainty — THU | компонент суммарной перенесенной неопределенности, рассчитанный в горизонтальной плоскости (СГН). Несмотря па то, что СГН дается как одиночная величина, она имеет размерность 2D. Делается предположение, что неопределенность анизотропна (т. е. корреляцией между погрешностями широты и долготы можно пренебречь). Это делает нормальное распределение симметричным и позволяет характеризовать радиальное распределение ошибок относительно истинного значения одним числом. Уровень доверительной вероятности 95 % |
| суммарная перенесенная неопределенность (СПН)        | Total propagated uncertainty, TPU  | результат перенесения неопределенностей, при котором все составляющие неопределенности измерений, как случайные, так и систематические, вносят свой вклад и переносятся на конечный результат оценки точности. Перенесение неопределенностей объединяет все из меренные неопределенности из различных источников и переносит их на результирующую неопределенность рассчитанного параметра. Уровень доверительной вероятности 95 %                                                                                       |
| «сурж»                                               | surge                              | поступательное перемещение в направлении диаметральной плоскости судна |

#### Т
| Термин                                | Альтернативное название | Описание                                                                                                  |
| ------------------------------------- | ----------------------- | --- |
| Теорема взаимности акустических полей |                         | см. Принцип взаимности акустических полей                                                                 |
| траверзный угол                       | луча bearing angle      | угол между направлением от источника эхосигнала на дне и направлением плоскости миделя, измеряемый на дне |

#### У
| Термин                                                | Альтернативное название | Описание |
| ----------------------------------------------------- | ----------------------- | --- |
| удельный акустический импеданс                        |                         | см. "импеданс" |
| удельное акустическое (волновое) сопротивлением среды | см. также "импеданс"    | см. акустическое сопротивление среды |
| уравнение волновое                                    |                         | См. волновое уравнение |
| уравнение Гельмгольца                                 |                         | Если в среде имеются источники (стоки) жидкости или внешние силы, то правая часть волнового уравнения должна содержать функции, характеризующие действие таких источников. В случае гармонической зависимости сил от времени такое уравнение переходит в неоднородное уравнение Гельмгольца. Неоднородным уравнением также можно описать волны, излучаемые источником в виде колеблющейся поверхности произвольного вида. |
| Уравнение движения                                    |                         | уравнение гидроакустики, описывающее движение элементарного объема жидкости, находящегося под действием сил давления жидкости (в частности, сил акустического поля), направленных нормально к граням параллелепипеда |
| уравнение неразрывности                               |                         | определяет изменение количества жидкости, протекающей через определенный объемом |
| уравнение состояния                                   |                         | Это уравнение характеризует внутреннюю энергию жидкости и устанавливает связь между давлением, плотностью (или сжатием) и температурой среды |
| уровень доверительной вероятности (УДВ)               | Confidence level        | вероятность того, что истинное значение измерения будет лежать в пределах заданной точности от измеренного значения. УДВ зависит от предполагаемого статистического распределения данных и рассчитывается различным способом для величин с размер ностью 1D и 2D. В контексте Стандарта 5-44 (5), предполагающего нормальный закон ошибок измерений 95%, УДВ для размерности величин 1D (т. е. глубины) определяется произведением коэффициента 1,96 на величину стандартного отклонения, а для позиции (размерность 2D) — произведением коэффициента 1.73 на величину среднеквадратического радиального отклонения места (см. СРО) |

#### Ф
| Термин           | Альтернативное название          | Описание                                                                             |
| ---------------- | -------------------------------- | ------------------------------------------------------------------------------------ |
| Фазовая скорость |                                  | Скорость распространения гармонической волны называют фазовой скоростью              |
| фазовые задержки | phase delay или phase difference | дробные части колебаний волны по мере того, как она проходит определенное расстояние |
| формула Грина    |                                  | см. интеграл Кирхгофа                                                                |

#### Х
| Термин                        | Альтернативное название | Описание |
| ----------------------------- | ----------------------- | --- |
| характеристика направленности | beam pattern            | Зависимость потенциала поля от направления описывается функцией, и ее называют характеристикой направленности (ХН) источника. Представление сфокусированной, излученной и принятой акустической энергии в пределах луча, в виде функции осевого угла луча |

#### Ц
| Термин                  | Альтернативное название         | Описание |
| ----------------------- | ------------------------------- | --- |
| цифровая модель рельефа | ЦМР, Digital Terrain Model, DTM | особый вид математической модели, представляющей отображение «рельефа» как реальных, так и абстрактных геополей (поверхностей) |